# Старые Ятчи
Старые Ятчи — деревня в Граховском районе Удмуртии.
Административный центр Староятчинского сельского поселения.

## Географическое положение
Деревня расположена на западе района, на правом берегу реки Умяк, в 21 км от районного центра — села Грахово и в 43 км от ближайшей железнодорожной станции в посёлке Кизнер.

## История
Впервые деревня Старая Ядчи упоминается в Ландратской переписи 1716 года, среди населённых пунктов сотни Токбулата Рысова Арской дороги Казанского уезда. По итогам десятой ревизии в 1859 году в 35 дворах казённой деревни Ятчи Старые при речке Ятчи проживало 378 жителей и находилось сельское управление.
До 1924 года в деревне размещался административный центр Староятчинской волости, после упразднения которой часть её населённых пунктов отошли в состав укрупнённой Троцкой волости, в том числе и деревня Старые Ятчи. В том же году в результате укрупнения сельсоветов образован Староятчинский сельсовет. В 1929 году проводится районирование и деревня входит в состав вновь образованного Граховского района, в составе которого находится по настоящее время, с двумя перерывами — с 1935 по 1956 годы входила в состав Бемыжского района и с 1963 по 1965 — Кизнерского.

## Объекты социальной сферы
- МОУ «Староятчинская средняя общеобразовательная школа" — 17 учителей и 73 учеников в 2003 году[4]
- МДОУ Староятчинский детский сад
- Староятчинский филиал центральной библиотечной системы
- Староятчинский сельский дом культуры
- Староятчинский фельдшерско-акушерский пункт

## Улицы
- Заречная улица
- Луговая улица
- Молодёжная улица
- Поршурская улица
- Староятчинская улица
- Шарбердинская улица